# Aguca
L'Aguca (in russo Агуца?; in lingua mongola: Агацын гол, Agacyn gol) è un fiume della Russia e della Mongolia, affluente di sinistra dell'Onon. Scorre nel Territorio della Transbajkalia e nella Provincia del Hėntij.
Ha origine nella sella tra i monti Sochondo e Byrkytyn-jang ad un'altezza di 1 800 m sul livello del mare. Scorre in direzione sud-est, entra nel basso corso in Mongolia e sfocia nel fiume Onon a 615 km dalla foce. La sua lunghezza è di 120 km, l'area del bacino è di 2 230 km².